# Pio de Freitas Silveira
Dom Pio de Freitas Silveira CM (Campina Verde, 29 de abril de 1885 — Joinville, 19 de maio de 1963), foi um bispo católico da Diocese de Joinville.  No estado de Santa Catarina
A ordenação presbiteral ocorreu em Dax, no dia 13 de junho de 1908. Eleito bispo em 25 de janeiro de 1929, recebeu a ordenação episcopal no dia 9 de junho de 1929, em Diamantina, das mãos de Dom Joaquim Silvério de Souza, sendo concelebrante Dom João Antônio Pimenta e Dom Antônio José dos Santos.

## Episcopado
- 9 de junho de 1929 - Bispo da diocese de Joinville
- 19 de janeiro de 1955 - Bispo emérito de Joinville

## Ordenações episcopais
Dom Pio foi concelebrante principal de:
- Dom Daniel Henrique Hostin, O.F.M.
- Dom Jaime de Barros Câmara
- Dom Inácio João Dal Monte, O.F.M.Cap.